# Patríme k sebe
Patríme k sebe è l'album di debutto della cantante slovacca Martina Šindlerová.

## Tracce
1. Intro
2. Si môj, či nie si
3. Neutekám
4. Zamrznutý dážď
5. Milujem
6. Sám Boh vie
7. Do tela
8. Anjel
9. Stúpam
10. Tvrdohlaví
11. Môj príbeh
12. Mám, čo chcem
13. Si môj, či nie si (Skycat Radio Edit)
14. Si môj, či nie si (Black Shark Remix)
15. Si môj, či nie si (Fast Life Remix)
16. Si môj, či nie si (Skycat'Extended Flight)
17. Je t'aime
18. My Way